# Consonante alveolar

Plano sagital de la cavidad bucal mostrando los puntos de articulación (las consonantes alveolares forman parte del bloque coronal)

Las consonantes alveolares son aquellas que se articulan al tocar con la lengua los alvéolos dentarios superiores, o acercarla a ellos. Existen dos formas principales de emitir este tipo de sonidos:
1. Las consonantes alveolares laminares: que se articulan con el extremo de la superficie superior de la lengua (ver consonante laminar);
2. Las consonantes alveolares apicales: que se articulan solo con la punta de la lengua (ver consonante apical).

Si la parte de la lengua que se usa al articular no es la punta de la superficie superior sino la de la superficie inferior (curvada hacia arriba), no se habla de consonante alveolar sino de consonante retrofleja.
Con frecuencia, la articulación laminar es incorrectamente denominada «dental», porque la punta de la lengua aparentemente toca o se acerca a los dientes. Sin embargo, es el punto de contacto posterior el que define el lugar de la articulación; aquí es donde la cavidad bucal termina y es el espacio resonante de la cavidad bucal que da a las consonantes y vocales su timbre característico.
El alfabeto fonético internacional (AFI) no tiene símbolos independientes para las consonantes alveolares. Es más, el mismo símbolo se utiliza para todos los puntos de articulación coronales que no sean palatalizados o retroflejos. Para evitar ambigüedades, se puede utilizar el «puente» (s̪, t̪, n̪, l̪) para las consonantes dentales, o la barra baja (s̠, t̠, n̠, l̠]) para las postalveolares. Nótese que la [s̪] se diferencia de la [θ] (dental) en ser sibilante, mientras que la [s̠] se diferencia de la [ʃ] postalveolar en no ser palatalizada. A pesar de ello, no se pueden asumir que las letras simples [s, t, n, l] representen específicamente a las alveolares. Los idiomas no pueden hacer tales distinciones, de manera que dos o más lugares coronales se encuentran alofónicamente, o la transcripción puede ser simplemente demasiado amplia para distinguir una dental de una alveolar. Si es necesario especificar a una consonante como alveolar, se puede usar un signo diacrítico del AFI extendido que consiste en «=» colocado bajo la letra. Sin embargo, los símbolos «t, n, l» con frecuencia son llamados «alveolares», y los ejemplos de abajo son todos sonidos alveolares.
Las consonantes alveolares o coronales que aparecen en el AFI son:
| AFI | Descripción                       | Ejemplo    | Ejemplo    | Ejemplo    | Ejemplo                        |
| AFI | Descripción                       | Idioma     | Ortografía | AFI        | GLOSA                          |
| --- | --------------------------------- | ---------- | ---------- | ---------- | ------------------------------ |
|     | nasal alveolar                    | castellano | pan        | [pan]      | pan                            |
|     | oclusiva alveolar sorda           | castellano | tasa       | [tasa]     | tasa                           |
|     | oclusiva alveolar sonora          | castellano | dan        | [dan]      | dan                            |
|     | fricativa alveolar sorda          | castellano | sal        | [sal]      | sal                            |
|     | fricativa alveolar sonora         | inglés     | zoo        | [zuː]      | zoológico                      |
| ʦ   | africada alveolar sorda           | alemán     | zeit       | [ʦaɪt]     | tiempo                         |
| ʣ   | africada alveolar sonora          | italiano   | zucchero   | [ˈʣukkero] | azúcar                         |
|     | fricativa lateral alveolar sorda  | galés      | Llwyd      | [ɬʊɪd]     | el nombre propio Lloyd o Floyd |
|     | fricativa lateral alveolar sonora | zulú       | dlala      | [ˈɮálà]    | jugar                          |
|     | aproximante alveolar              | inglés     | red        | [ɹʷed]     | rojo                           |
|     | aproximante lateral alveolar      | castellano | luz        | [luθ]      | luz                            |
|     | vibrante simple alveolar          | castellano | pero       | [peɾo]     | pero                           |
|     | vibrante simple lateral alveolar  | japonés    | 心         | [ko̥koɺo]   | corazón                        |
|     | vibrante múltiple alveolar        | castellano | perro      | [pero]     | perro                          |
|     | eyectiva alveolar                 | georgiano  | ტიტა       | [tʼitʼa]   | tulipán                        |
|     | fricativa eyectiva alveolar       | amhárico   |            | [sʼɛɡa]    | gracia                         |
|     | implosiva alveolar sonora         | vietnamita | đã         | [ɗɐː]      | indicador de tiempo pasado     |
|     | clic lateral alveolar             | nama       | ǁî         | [kǁĩĩ]     | discutido                      |